# Rusia Unită
Rusia Unită (rusă: Единая Россия, Edinaia Rossia) este un partid politic din Rusia. În prezent este cel mai puternic partid din Rusia. La alegerile prezidențiale din 2008, Rusia Unită l-a susținut pe Dmitri Medvedev în cursa pentru funcția de președinte, pe care a și obținut-o. Actualul președinte al Rusiei, Vladimir Putin este acum lider al partidului și a redevenit șeful Rusiei după alegerile din 2012.
Alexander Sidyakin a devenit șeful Comitetului Executiv Central la congresul din 4 decembrie 2021.